# クィンティッルス
マルクス・アウレリウス・クラウディウス・クィンティッルス（ラテン語：Marcus Aurelius Claudius Quintillus, ? - 270年）はローマ帝国の軍人皇帝時代の皇帝。270年の一定期間だけ君臨した。

## 即位
クラウディウス・ゴティクスの弟で、『ローマ皇帝群像』によればクィンティッルスはクーデターによって政権を奪取したと伝えられる。ゴティクスの死後、軍隊の兵士たちに擁立されての即位だったらしく、ローマの元老院によって追従承認といった形で迎えられた。しかし他方では元老院からの要請で擁立されたとの記述もあり、一定していない。
しかしながら公式記録ではドナウ川流域で戦役を展開していたゴティクスの軍内でクィンティッルスの活躍がめざましかったともとくには書かれておらず、前述の記述を裏付ける証拠は残っていない。代わりに兵士たちはアウレリアヌスの擁立をした、または死の床でゴティクス本人が後継としてアウレリアヌスを指名したと記録されている。

## あらゆる矛盾
クィンティッルスの帝位の記録は矛盾に満ちている。在位期間ですら各記録で食い違っている。分かっている事は270年のうち17日から177日までの間である事だけははっきりしている。またクィンティッルスの死についても、『ローマ皇帝群像』では兵士に対して厳格な統制を強いたために殺されたと記述があるが、ヒエロニムスはアウレリアヌスとの対立に敗れ殺されたと書いている。死の原因には様々な説があるが、その地がアクイレイアであったという事では一致している。

## コンスタンティウス1世とその子孫達との関係
『ローマ皇帝群像』によれば、テトラルキア時代のローマ皇帝の一人でコンスタンティヌス1世の父であるコンスタンティウス1世は、ダルダニアから来た貴族エウトロピウスとゴティクスとクィンティッルスの姪クラウディアとの間に生まれた息子である。つまり、コンスタンティウス1世はゴティクスとクィンティッルスの大甥にあたることになり、コンスタンティウス1世の子孫達はゴティクスやクィンティッルスと血縁関係を持つことになる。しかし、この系譜はコンスタンティウス1世の孫にあたるコンスタンティヌス2世による捏造で、地位が高い2人の末裔に見せかけたかったのだろうと多くの歴史家は考えており、コンスタンティウス1世とゴティクスやクィンティッルスとの間に血縁関係は存在しないとの見方が有力である。

## 妻・子女
名は不明だが、妻と子が2人いたという。